# Кальвет, Жерард
Жерард Хуанес Диас Кальвет (кат. Gérard Juanes Díaz Calvet; 12 сентября 1976) — андоррский футболист, защитник. Выступал за клуб «Сео-де-Уржель».
С 1996 года по 2000 год являлся игроком национальной сборной Андорры, за которую провёл 3 матча.

## Биография

### Клубная карьера
С 1996 года по 2000 год являлся игроком клуба «Сео-де-Уржель», который выступал в низших дивизионах Испании.

### Карьера в сборной
13 ноября 1996 года национальная сборная Андорры проводила свой первый международный матч против Эстонии и главный тренер Исидре Кодина вызвал Жерарда в стан команды. Тогда ему было 19 лет. Кальвет вышел в стартовом составе и отыграл всю игру. В итоге, товарищеская встреча закончилась поражением сборной карликового государства со счётом (1:6).
Вновь в сборной он сыграл спустя три года, в товарищеской игре против Фарерских островов (0:0). 8 августа 2000 года принял участие в матче против Мальты (1:1) в рамках турнира Ротманс. Эта игра стала последней для Кальвета в составе сборной. Всего за сборную Андорры провёл 3 матча.
В составе юношеской сборной Андорры до 19 лет выступал с 1997 года по 1999 год, сыграв в составе команды в пяти играх.